# Gare de Breuil - Romain
Gare de Breuil - Romain vasútállomás Franciaországban, Breuil településen.

## Vasútvonalak
Az állomást az alábbi vasútvonalak érintik:
- Soissons-Givet-vasútvonal

## Kapcsolódó állomások
A vasútállomáshoz az alábbi állomások vannak a legközelebb:
- Gare de Magneux - Courlandon
- Gare de Jonchery-sur-Vesle